# سیارک ۴۴۷۲
سیارک ۴۴۷۲ (به انگلیسی: 4472 Navashin، نامگذاری:1980TY14) چهار هزار و چهارصد و هفتاد و دومین سیارک کشف شده‌است که در ۱۵ اکتبر ۱۹۸۰ کشف شد.
قدر مطلق سیارک برابر ۱۳٫۶۰ است.